# Parbasdorf
Parbasdorf là một thị trấn ở huyện Gänserndorf thuộc bang Niederösterreich nước Áo. Đô thị Parbasdorf có diện tích 10,23 km², dân số năm 2001 là 164 người.
Các thị trấn giáp phụ cận gồm Deutsch Wagram (3 km), Markgrafneusiedl (3 km), Großhofen (5 km) và Raasdorf (4 km).

## Hình ảnh

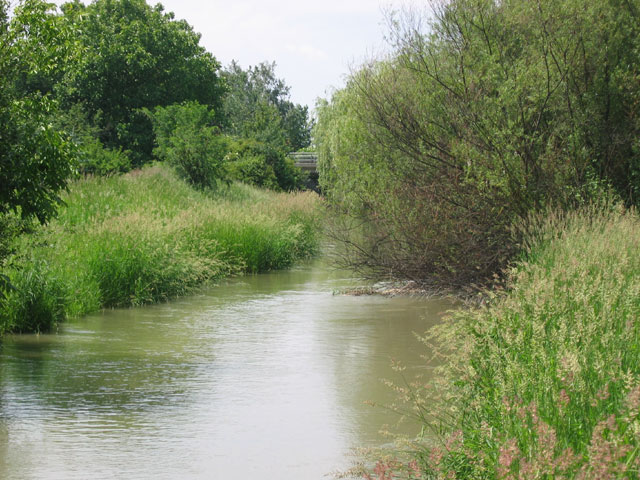
Sông Russbach
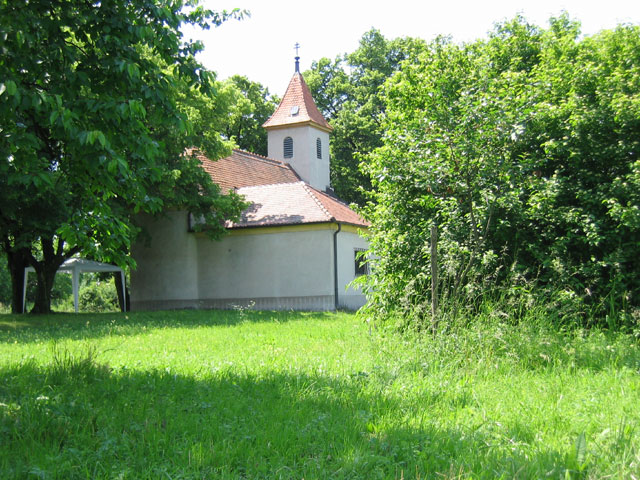
Nhà thờ ở Parbasdorf